# 챔피언 RED
《챔피언 RED》(チャンピオンレッド 찬피온 레도[*])는 아키타 쇼텐이 매월 19일에 발행하는 일본의 만화 잡지이다. 2002년 8월에 창간되었다. 해당 잡지에 연재되었거나 발매되었던 주요 작품으로는 〔캡틴 하록〕, 〔세인트 세이야〕, 〔사이보그 009〕, 〔은하철도 999〕, 〔프린세스 츄츄〕, 〔성흔의 퀘이사〕, 〔도로로〕 등이 있다. 매월 19일에 발행되고 있으며 자매지로는 《챔피언 RED 이치고》(チャンピオンRED いちご)가 있다.